# Kellicottia bostoniensis
Kellicottia bostoniensis ist eine Art aus der Gattung Kellicottia aus dem Stamm der Rädertiere (Rotatoria). K. bostoniensis ist planktisch in Seen verbreitet. Auffällig sind die langen Dornen. Die ursprünglich in Nordamerika und Schweden heimische Art ist in Deutschland und einigen anderen Teilen Europas invasiv.

## Ähnliche Arten
- Kellicottia longispina